# Südlicher Brillensalamander

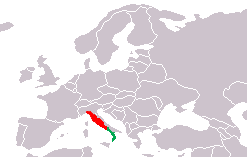
Grün eingefärbt ist das Verbreitungsgebiet des Südlichen Brillensalamanders.

Der Südliche Brillensalamander (Salamandrina terdigitata) ist eine der beiden Arten der Brillensalamander und lebt im südlichen Italien.

## Merkmale
Die Art bleibt kleiner als der Nördliche Brillensalamander, mit einer Maximallänge von unter 10 cm. Die Spanne der Länge beträgt dabei von 5 bis 10 cm, im Mittel liegt sie bei 7 cm. Färbung und Zeichnung entsprechen der des Nördlichen Brillensalamanders, wobei die rote Farbe auf der Schwanzoberseite ausgedehnter ist und sich häufiger eine rötliche Rückenlinie findet. Der Unterschied in der stärkeren Rotausdehnung scheint auch für die Unterseite zu gelten. Die Trennung der beiden Arten erfolgte auf Grund genetischer Unterschiede, die sehr deutlich sind. Bei der Bestimmung im Freiland hilft meist die Verbreitung, da sich ihre Areale nur geringfügig überschneiden.

## Verbreitung
Das Verbreitungsgebiet liegt im südlichen Drittel Italiens, von Morcone nördlich von Benevento (bei etwa 41°10'N) bis zur „Stiefelspitze“. Auf die tyrrhenische Seite der Halbinsel beschränkt. Nur im Norden des Areals, in der Provinz Benevento gibt es Überschneidungen mit dem Nördlichen Brillensalamander. In Kalabrien findet man die Art vorwiegend in Höhen zwischen 200 und 1000 m über NN.

## Lebensweise
Zur Lebensweise ist wenig bekannt. Aktivität findet vor allem im milden, regenreichen Winterhalbjahr statt. Im Sommer dürfte eine Trockenruhe in feuchten, tieferliegenden Verstecken stattfinden.

## Gefährdung
Die IUCN listet die Art als nicht gefährdet (least concern) mit einer stabilen Population.